# Mohd Amri Yahyah
Pour les articles homonymes, voir Amri.
Mohd. Amri Yahyah (né le 21 janvier 1981) est un footballeur international malais. Il joue en Malaysian Super League avec l'équipe de Johor Darul Ta'zim FC, après douze années passées au sein de son club formateur, Selangor FA. Il est largement considéré par les Malais comme le meilleur joueur de sa génération.

## Carrière

### Carrière en club

#### Selangor FA
Né à Tanjung Karang, dans la province de Selangor, Amri rejoint le club local de Selangor FA en 2001. Il participe au triplé historique du club en 2005 (Champion de D2 et vainqueur de la FA Cup et de la Coupe de Malaisie).
Amri se révèle au grand public en 2002, lorsqu'il marque le but en or contre Sabah, en finale de la Coupe de Malaisie. Il devient capitaine de Selangor à compter de la saison 2009. Quelques mois plus tard, il acquiert une renommée internationale en inscrivant un doublé pour la sélection de Malaisie lors d'match d'exhibition le 18 juillet 2009, contre les champions d'Angleterre, de Manchester United, qui s'imposent 3 buts à 2.
Amri est un footballeur polyvalent, ayant joué à un certain nombre de postes au cours de sa carrière (défenseur, ailier, milieu offensif ou défensif ou encore avant-centre.
En juillet 2011, Amri est appelé pour intégrer une sélection de Malaisie, opposée à Chelsea, venu en Asie du Sud-Est pour une tournée d'avant-saison.
Deux ans plus tard, il est à la hauteur de sa réputation de buteur contre les meilleurs clubs étrangers en marquant le seul but de la Malaisie, lors d'une défaite 3-1 contre le FC Barcelone, lors de leur tournée asiatique en 2013.

#### Johor Darul Ta'zim
Amri signe au Johor Darul Ta'zim FC avant le début de la saison 2014, après 12 ans passés à Selangor, pour un salaire mensuel de 85 000 RM. L'international remporte dès sa première saison à Johor un nouveau titre de champion de Malaisie, ne devançant son ancien club que de trois points lors de la dernière journée. Il garnit un peu plus son armoire à trophées en quelques saisons avec trois titres de champions, deux Supercoupes et une Coupe de l'AFC, la première compétition internationale remportée par une formation de Malaisie.

### En équipe nationale
Il est appelé pour la première fois en équipe nationale en 2003 afin de participer aux Jeux d'Asie du Sud-Est à Hanoï, au Viêt Nam. Il enchaîne avec les Jeux afro-asiatiques organisés à Hyderabad, en Inde, en octobre avant de disputer la Tiger Cup 2004, où la Malaisie s'illustre en terminant sur la troisième marche du podium.
En novembre 2010, Amri est sélectionné par Rajagopal pour jouer l'AFF Suzuki Cup 2010. Il inscrit notamment un doublé contre le Laos. La Malaisie remporte la compétition pour la première fois de son histoire après avoir battu l'Indonésie en finale.

### Buts internationaux
| Buts internationaux | Buts internationaux | Buts internationaux                    | Buts internationaux       | Buts internationaux | Buts internationaux                                               | Buts internationaux |
| #                   | Date                | Stade                                  | Adversaire                | Résultat            | Compétition                                                       |                     |
| ------------------- | ------------------- | -------------------------------------- | ------------------------- | ------------------- | ----------------------------------------------------------------- | ------------------- |
| 1                   | 17 janvier 2004     | Koweït City, Koweït                    | Koweït                    | 1-6                 | Éliminatoires de la Coupe du monde 2006, zone Asie                |                     |
| 2                   | 8 décembre 2004     | Kuala Lumpur, Malaisie                 | Timor oriental            | 5–0                 | Tiger Cup 2004                                                    |                     |
| 3                   | 8 décembre 2004     | Kuala Lumpur, Malaisie                 | Timor oriental            | 5–0                 | Tiger Cup 2004                                                    |                     |
| 4                   | 7 décembre 2010     | Stade Gelora Sriwijaya, Palembang      | Laos                      | 5–1                 | AFF Suzuki Cup 2010                                               |                     |
| 5                   | 7 décembre 2010     | Stade Gelora Sriwijaya, Palembang      | Laos                      | 5–1                 | AFF Suzuki Cup 2010                                               |                     |
| 6                   | 5 mars 2014         | Al-Aïn                                 | Yémen                     | 2–1                 | Éliminatoires de la Coupe d'Asie des nations 2015                 |                     |
| 7                   | 8 août 2014         | Stade Pamir, Douchanbé                 | Tadjikistan               | 1–4                 | Match amical                                                      |                     |
| 8                   | 16 novembre 2014    | Stade national My Dinh, Hanoï          | Viêt Nam                  | 3–1                 | Match amical                                                      |                     |
| 9                   | 26 novembre 2014    | Stade Jalan Besar, Singapour           | Thaïlande                 | 2–3                 | AFF Suzuki Cup 2014                                               |                     |
| 10                  | 13 octobre 2015     | Stade national du Timor oriental, Dili | Timor oriental            | 1-0                 | Éliminatoires de la Coupe du monde 2018, zone Asie, deuxième tour |                     |
| 11                  | 2 juin 2016         | Stade de Larkin, Johor                 | Timor oriental            | 3–0                 | Éliminatoires de la Coupe d'Asie des nations 2019                 |                     |
| 12                  | 26 juin 2016        | Prince Charles Park, Nadi              | Fidji                     | 1–1                 | Match amical                                                      |                     |
| 13                  | 14 novembre 2016    | Stade Shah Alam, Malaisie              | Papouasie-Nouvelle-Guinée | 2–1                 | Match amical                                                      |                     |
| 14                  | 20 novembre 2016    | Stade Thuwunna, Rangoun                | Cambodge                  | 3–2                 | AFF Suzuki Cup 2016                                               |                     |
| 15                  | 20 novembre 2016    | Stade Thuwunna, Rangoun                | Cambodge                  | 3–2                 | AFF Suzuki Cup 2016                                               |                     |

## Palmarès

### En club
Selangor FA
- Supercoupe de Malaisie : 2002, 2009, 2010
- Championnat de Malaisie : 2009, 2010
- Championnat de Malaisie D2 : 2005
- Coupe de Malaisie: 2002 et 2005
- Coupe de la Fédération de Malaisie: 2001, 2005, 2009

Johor Darul Takzim
- Supercoupe de Malaisie : 2015, 2016
- Championnat de Malaisie : 2014, 2015, 2016
- Coupe de la Fédération de Malaisie: 2016
- Coupe de l'AFC : 2015

### International
- Championnat d'Asie du Sud-Est : 
  - Vainqueur en 2012
  - Finaliste en 2014